# Jamal Gonzaga
Jamal Ourhris Gonzaga (27 oktober 2004) is een Nederlands voetballer van Surinaamse afkomst die als aanvaller voor Jong PSV speelt.

## Carrière
Jamal Gonzaga speelde in de jeugd van R.V. & A.V. Overmaas, Feyenoord en PSV. Hier tekende hij in 2020 een contract tot medio 2023, wat hierna met twee jaar verlengd werd. In 2021 zat hij tweemaal bij de selectie van Jong PSV in de Eerste divisie, maar debuteerde toen nog niet in het betaald voetbal. Hij debuteerde op 19 mei 2023, in de met 1-1 gelijkgespeelde thuiswedstrijd tegen FC Eindhoven. Hij kwam in de 73e minuut in het veld voor Dante Sealy.

### Statistieken
| Seizoen                       | Club           | Land           | Competitie     | Competitie | Competitie | Beker | Beker | Totaal | Totaal |
| Seizoen                       | Club           | Land           | Competitie     | Wed.       | Dlp.       | Wed.  | Dlp.  | Wed.   | Dlp.   |
| ----------------------------- | -------------- | -------------- | -------------- | ---------- | ---------- | ----- | ----- | ------ | ------ |
| 2020/21                       | Jong PSV       | Nederland      | Eerste divisie | 0          | 0          | –     | –     | 0      | 0      |
| 2022/23                       | Jong PSV       | Nederland      | Eerste divisie | 1          | 0          | –     | –     | 1      | 0      |
| Carrièretotaal                | Carrièretotaal | Carrièretotaal | Carrièretotaal | 1          | 0          | 0     | 0     | 1      | 0      |
| Bijgewerkt op 5 augustus 2023 |                |                |                |            |            |       |       |        |        |